# EPrix van Montréal 2017
De ePrix van Montréal 2017 werd gehouden over twee races op 29 en 30 juli 2017 op het Montreal Street Circuit. Dit waren de elfde en twaalfde en tevens laatste races van het derde Formule E-seizoen. Het was tevens de eerste keer dat er een ePrix in Montréal werd gehouden.
De eerste race werd gewonnen door ABT Schaeffler Audi Sport-coureur Lucas di Grassi, die hiermee de leiding in het kampioenschap overnam van de gediskwalificeerde Sébastien Buemi. De Techeetah-coureurs Jean-Éric Vergne en Stéphane Sarrazin eindigden op de tweede en derde plaats.
De tweede race betekende de eerste overwinning voor Jean-Éric Vergne, terwijl Mahindra Racing Formula E Team-coureur Felix Rosenqvist en DS Virgin Racing-coureur José María López het podium compleet maakten. Luas di Grassi eindigde in deze race als zevende en verzekerde zich zo van zijn eerste titel in de Formule E.

## Race 1

### Kwalificatie
| Pos                 | No | Coureur                | Team                           | Q1       | Q2       | Grid |
| ------------------- | -- | ---------------------- | ------------------------------ | -------- | -------- | ---- |
| 1                   | 11 | Lucas di Grassi        | ABT Schaeffler Audi Sport      | 1:23.026 | 1:22.869 | 1    |
| 2                   | 9  | Sébastien Buemi        | Renault e.Dams                 | 1:23.053 | 1:23.065 | 12   |
| 3                   | 33 | Stéphane Sarrazin      | Techeetah                      | 1:23.138 | 1:23.179 | 2    |
| 4                   | 8  | Nicolas Prost          | Renault e.Dams                 | 1:23.239 | 1:23.330 | 4    |
| 5                   | 19 | Felix Rosenqvist       | Mahindra Racing Formula E Team | 1:23.232 | 1:24.351 | 3    |
| 6                   | 25 | Jean-Éric Vergne       | Techeetah                      | 1:23.398 |          | 5    |
| 7                   | 20 | Mitch Evans            | Panasonic Jaguar Racing        | 1:23.532 |          | 6    |
| 8                   | 47 | Adam Carroll           | Panasonic Jaguar Racing        | 1:23.869 |          | 7    |
| 9                   | 88 | Oliver Turvey          | NextEV NIO                     | 1:23.923 |          | 8    |
| 10                  | 4  | Tom Dillmann           | Venturi Formula E Team         | 1:23.931 |          | 9    |
| 11                  | 6  | Loïc Duval             | Faraday Future Dragon Racing   | 1:23.999 |          | 10   |
| 12                  | 66 | Daniel Abt             | ABT Schaeffler Audi Sport      | 1:24.302 |          | 11   |
| 13                  | 27 | Robin Frijns           | MS Amlin Andretti              | 1:24.622 |          | 13   |
| 14                  | 23 | Nick Heidfeld          | Mahindra Racing Formula E Team | 1:24.769 |          | 14   |
| 15                  | 28 | António Félix da Costa | MS Amlin Andretti              | 1:24.805 |          | 15   |
| 16                  | 37 | José María López       | DS Virgin Racing               | 1:25.297 |          | 16   |
| 17                  | 5  | Maro Engel             | Venturi Formula E Team         | 1:25.369 |          | 17   |
| 18                  | 2  | Sam Bird               | DS Virgin Racing               | 1:25.770 |          | 18   |
| 19                  | 3  | Nelson Piquet jr.      | NextEV NIO                     | 1:26.165 |          | 19   |
| 110% tijd: 1:31.328 |    |                        |                                |          |          |      |
| 20                  | 7  | Jérôme d'Ambrosio      | Faraday Future Dragon Racing   | 1:36.580 |          | 20   |

### Race
| Pos | No | Coureur                | Team                            | Rondes | Tijd/Oorzaak uitval | Grid | Punten |
| --- | -- | ---------------------- | ------------------------------- | ------ | ------------------- | ---- | ------ |
| 1   | 11 | Lucas di Grassi        | ABT Schaeffler Audi Sport       | 35     | 56:55.592           | 1    | 28     |
| 2   | 25 | Jean-Éric Vergne       | Techeetah                       | 35     | +0.350              | 5    | 18     |
| 3   | 33 | Stéphane Sarrazin      | Techeetah                       | 35     | +7.869              | 2    | 15     |
| 4   | 66 | Daniel Abt             | ABT Schaeffler Audi Sport       | 35     | +8.592              | 11   | 12     |
| 5   | 2  | Sam Bird               | DS Virgin Racing Formula E Team | 35     | +8.913              | 18   | 10     |
| 6   | 8  | Nicolas Prost          | Renault e.Dams                  | 35     | +10.058             | 4    | 8      |
| 7   | 20 | Mitch Evans            | Panasonic Jaguar Racing         | 35     | +10.457             | 6    | 6      |
| 8   | 27 | Robin Frijns           | MS Amlin Andretti               | 35     | +15.836             | 13   | 4      |
| 9   | 19 | Felix Rosenqvist       | Mahindra Racing Formula E Team  | 35     | +16.764             | 3    | 2      |
| 10  | 4  | Tom Dillmann           | Venturi Formula E Team          | 35     | +19.320             | 9    | 1      |
| 11  | 7  | Jérôme d'Ambrosio      | Faraday Future Dragon Racing    | 35     | +20.229             | 20   |        |
| 12  | 5  | Maro Engel             | Venturi Formula E Team          | 35     | +22.314             | 17   |        |
| 13  | 3  | Nelson Piquet jr.      | NextEV NIO                      | 35     | +23.145             | 19   |        |
| 14  | 28 | António Félix da Costa | MS Amlin Andretti               | 35     | +34.786             | 15   |        |
| 15  | 88 | Oliver Turvey          | NextEV NIO                      | 35     | +46.996             | 8    |        |
| 16  | 47 | Adam Carroll           | Panasonic Jaguar Racing         | 35     | +49.612             | 7    |        |
| DNF | 6  | Loïc Duval             | Faraday Future Dragon Racing    | 26     | Elektrisch          | 10   | 1      |
| DNF | 37 | José María López       | DS Virgin Racing                | 23     | Ongeluk             | 16   | 3      |
| DNF | 23 | Nick Heidfeld          | Mahindra Racing Formula E Team  | 23     | Ophanging           | 14   |        |
| DSQ | 9  | Sébastien Buemi        | Renault e.Dams                  | 35     | Gediskwalificeerd   | 2    |        |

## Race 2

### Kwalificatie
| Pos                 | No | Coureur                | Team                           | Q1       | Q2       | Grid |
| ------------------- | -- | ---------------------- | ------------------------------ | -------- | -------- | ---- |
| 1                   | 19 | Felix Rosenqvist       | Mahindra Racing Formula E Team | 1:22.051 | 1:22.344 | 1    |
| 2                   | 2  | Sam Bird               | DS Virgin Racing               | 1:22.012 | 1:22.559 | 2    |
| 3                   | 25 | Jean-Éric Vergne       | Techeetah                      | 1:22.378 | 1:22.769 | 3    |
| 4                   | 23 | Nick Heidfeld          | Mahindra Racing Formula E Team | 1:22.423 | 1:23.041 | 4    |
| 5                   | 11 | Lucas di Grassi        | ABT Schaeffler Audi Sport      | 1:22.459 | 1:23.557 | 5    |
| 6                   | 66 | Daniel Abt             | ABT Schaeffler Audi Sport      | 1:22.694 |          | 6    |
| 7                   | 8  | Nicolas Prost          | Renault e.Dams                 | 1:22.721 |          | 20   |
| 8                   | 4  | Tom Dillmann           | Venturi Formula E Team         | 1:22.822 |          | 7    |
| 9                   | 3  | Nelson Piquet jr.      | NextEV NIO                     | 1:22.972 |          | 8    |
| 10                  | 33 | Stéphane Sarrazin      | Techeetah                      | 1:23.057 |          | 9    |
| 11                  | 7  | Jérôme d'Ambrosio      | Faraday Future Dragon Racing   | 1:23.058 |          | 10   |
| 12                  | 37 | José María López       | DS Virgin Racing               | 1:23.313 |          | 11   |
| 13                  | 6  | Loïc Duval             | Faraday Future Dragon Racing   | 1:23.337 |          | 12   |
| 14                  | 9  | Sébastien Buemi        | Renault e.Dams                 | 1:23.372 |          | 13   |
| 15                  | 28 | António Félix da Costa | MS Amlin Andretti              | 1:23.635 |          | 14   |
| 16                  | 27 | Robin Frijns           | MS Amlin Andretti              | 1:23.655 |          | 15   |
| 17                  | 88 | Oliver Turvey          | NextEV NIO                     | 1:23.709 |          | 16   |
| 18                  | 20 | Mitch Evans            | Panasonic Jaguar Racing        | 1:23.755 |          | 17   |
| 19                  | 5  | Maro Engel             | Venturi Formula E Team         | 1:23.811 |          | 18   |
| 20                  | 47 | Adam Carroll           | Panasonic Jaguar Racing        | 1:24.024 |          | 19   |
| 110% tijd: 1:30.213 |    |                        |                                |          |          |      |

### Race
| Pos | No | Coureur                | Team                            | Rondes | Tijd/Oorzaak uitval | Grid | Punten |
| --- | -- | ---------------------- | ------------------------------- | ------ | ------------------- | ---- | ------ |
| 1   | 25 | Jean-Éric Vergne       | Techeetah                       | 37     | 54:12.606           | 3    | 25     |
| 2   | 19 | Felix Rosenqvist       | Mahindra Racing Formula E Team  | 37     | +0.896              | 1    | 21     |
| 3   | 37 | José María López       | DS Virgin Racing                | 37     | +4.468              | 11   | 15     |
| 4   | 2  | Sam Bird               | DS Virgin Racing Formula E Team | 37     | +7.114              | 2    | 12     |
| 5   | 23 | Nick Heidfeld          | Mahindra Racing Formula E Team  | 37     | +21.933             | 4    | 10     |
| 6   | 66 | Daniel Abt             | ABT Schaeffler Audi Sport       | 37     | +24.444             | 6    | 8      |
| 7   | 11 | Lucas di Grassi        | ABT Schaeffler Audi Sport       | 37     | +24.855             | 5    | 6      |
| 8   | 33 | Stéphane Sarrazin      | Techeetah                       | 37     | +26.038             | 9    | 4      |
| 9   | 7  | Jérôme d'Ambrosio      | Faraday Future Dragon Racing    | 37     | +28.282             | 10   | 2      |
| 10  | 4  | Tom Dillmann           | Venturi Formula E Team          | 37     | +28.591             | 7    | 1      |
| 11  | 9  | Sébastien Buemi        | Renault e.Dams                  | 37     | +35.170             | 13   |        |
| 12  | 20 | Mitch Evans            | Panasonic Jaguar Racing         | 37     | +36.548             | 17   |        |
| 13  | 27 | Robin Frijns           | MS Amlin Andretti               | 37     | +36.826             | 15   |        |
| 14  | 47 | Adam Carroll           | Panasonic Jaguar Racing         | 37     | +36.972             | 19   |        |
| 15  | 28 | António Félix da Costa | MS Amlin Andretti               | 37     | +39.720             | 15   |        |
| 16  | 3  | Nelson Piquet jr.      | NextEV NIO                      | 37     | +46.751             | 8    |        |
| 17  | 88 | Oliver Turvey          | NextEV NIO                      | 37     | +49.116             | 16   |        |
| 18  | 5  | Maro Engel             | Venturi Formula E Team          | 37     | +1:33.530           | 18   |        |
| 19  | 6  | Loïc Duval             | Faraday Future Dragon Racing    | 34     | Ongeluk             | 12   |        |
| DNF | 8  | Nicolas Prost          | Renault e.Dams                  | 32     | Uitgevallen         | 20   | 1      |

## Eindstanden na de race

### Coureurs
| Positie | Rijder           | Team                           | Punten |
| ------- | ---------------- | ------------------------------ | ------ |
| 1       | Lucas di Grassi  | ABT Schaeffler Audi Sport      | 181    |
| 2       | Sébastien Buemi  | Renault e.Dams                 | 157    |
| 3       | Felix Rosenqvist | Mahindra Racing Formula E Team | 127    |
| 4       | Sam Bird         | DS Virgin Racing               | 122    |
| 5       | Jean-Éric Vergne | Techeetah                      | 117    |

### Constructeurs
| Positie | Team                           | Punten |
| ------- | ------------------------------ | ------ |
| 1       | Renault e.Dams                 | 268    |
| 2       | ABT Schaeffler Audi Sport      | 248    |
| 3       | Mahindra Racing Formula E Team | 215    |
| 4       | DS Virgin Racing               | 190    |
| 5       | Techeetah                      | 156    |